# 死亡蛇屬
棘蛇屬，又稱死亡蛇属，是蛇亞目眼鏡蛇科的毒蛇，分布於澳洲、新畿內亞一帶，是當地的特有種，亦是世界上毒素最強的毒蛇之一。其學名「Acanthopis」來源於希臘語「acanthos / ἄκανθος」及「ophis / ὄφις」，意思分別是「棘刺」及「蛇」，大概是根據死亡蛇尾巴上明顯突起的尖刺而命名。目前共有7個物種暫被確認（事實上死亡蛇屬下的物種數量至今尚未有明確結論，學者將其範圍定於4種至15種之間。）

## 特徵
死亡蛇的外表與一般蝮蛇頗為相似，有著較短壯的體型，頭部呈三角形，眶上鱗細碎分布。死亡蛇的瞳孔為直線形，額冠上有許多細碎的鱗片。與其他眼鏡蛇相比，死亡蛇的尖牙頗長，伸縮靈活。基本上，死亡蛇雖然會被稱為「死亡蝮蛇」，而且外表亦頗像蝮蛇，但牠們確實不屬於蝮蛇的一種。這是生物趨同演化的其中一個例子。
死亡蛇的成長期大約為2至3年，雌性死亡蛇體型比雄蛇稍大。在澳洲一帶的眾多蛇類中，死亡蛇憑其擬蚯蚓形態的尾巴（用作吸引小型獵物）而容易為人所辨認。死亡蛇的體紋較寬闊，顏色根據位處地不同而有著廣泛的變化，但通常仍以黑色、灰色、棕色或紅色、黃色為主。

## 進食習慣
與大部分毒蛇不同，死亡蛇並不屬於主動出獵型的蛇類，而是選擇以伏擊形式獲取獵物。當死亡蛇打算捕獵時，牠們會把身體潛進灌木底部或淺沙之間，只露出容易掩藏的頭部及尾巴，並將尾巴伸展到頭部的前方。死亡蛇的尾巴末端狀似蚯蚓，加上死亡蛇刻意蠕動尾部的舉動，模仿蚯蚓或幼蟲，能有效發揮誘餌作用。當有鳥類或小動物中計接近時，死亡蛇就會發動其世界上數一數二的速擊，將獵物置諸死地。死亡蛇能迅速向獵物作出咬擊，向獵物注射毒素，並將身體退回原先位置。

## 毒性
死亡蛇能在咬擊中向生物注射約40至100毫克的強烈毒素（對大鼠的皮下注射LD50平均0.4至0.5mg/kg）。死亡蛇的毒素與一般毒蛇不同，屬於完全性的神經毒素，並不包含任何溶血毒素或肌肉毒素。
死亡蛇的咬擊能導致生物癱瘓。這種癱瘓起初是輕微的，但在短短的六小時內卻足以破壞生物的呼吸系統，引致死亡。被咬後1至2日內是致命危險的高峰期。中毒者能透過專治死亡蛇毒而製作的血清獲得初步治療，亦可使用乙醯膽素脂脢讓自主神經系統獲得更充裕的乙醯膽鹼，以清除由毒素所造成的染色體連繫障礙，便能有效緩和死亡蛇毒的毒效。
在針對死亡蛇毒的血清出現之前，死亡蛇毒的致命率高達50%；而現在由於已有相應血清供應，加上蛇毒本身發毒速度亦不快，如今在澳洲由死亡蛇所帶來的死亡事件數字經已銳減。

## 分類
雖然死亡蛇與蝮蛇科的蛇類十分相似，但牠們確實是眼鏡蛇科的成員之一，與眼鏡蛇、曼巴蛇及珊瑚蛇關係較為接近。直至目前為止，學界對於死亡蛇屬下的物種資訊仍未有統一的認知。就傳統說法而言，只有死亡蛇（A. antarcticus）、北部死亡蛇（A. praelongus）及沙漠死亡蛇（A. pyrrhus）三種蛇類正式被列入死亡蛇屬中。1998年時，五種新的物種（A. barnetti、A. crotalusei、A. cummingi、A. wellsei及A. woolfi）被列入死亡蛇屬；到了2002年再有三種新蛇（A. groenveldi、A. macgregori及A. yuwoni）加入。這些物種的類屬狀態至今仍屬存疑。只有皮爾巴拉死亡蛇（A. wellsi）一種，曾獲進一步的正式物種描述，而被廣泛接納。在巴布亞新畿內亞及印尼一帶，死亡蛇的物種歸類情況更為混亂，各種死亡蛇類都被歸入死亡蛇（A. antarcticus）或北部死亡蛇（A. praelongus）之下。不過在2005年，當地研究證明各種死亡蛇並不適合草率地歸類於上述兩種死亡蛇之下，在新畿內亞的死亡蛇被分為兩個主要的演化支：
- 鱗皮較平滑的巴布亞死亡蛇（A. laevis）種群（包括斯蘭島上的死亡蛇），與及；
- 鱗皮較粗糙的伊里安查亞死亡蛇（A. rugosus）種群。

後者的種群，又可分割成兩個亞種群：
- 分布於新畿內亞的狹義伊里安查亞死亡蛇（A. rugosus sensu stricto），與及；
- 分布於澳洲昆士蘭及北領地的霍克死亡蛇（A. hawkei）。[8]

本属包括以下物种：
- 南棘蛇 Acanthophis antarcticus (Shaw, 1802)，死亡蛇
- Acanthophis bottomi Hoser, 1998
- Acanthophis cliffrosswellingtoni Hoser, 2002
- Acanthophis cryptamydros Maddock, Ellis, Doughty, Smith & Wüster, 2015[9]
- Acanthophis donnellani Hoser, 2002
- Acanthophis granti Hoser, 2014
- 霍克棘蛇 Acanthophis hawkei Wells & Wellington, 1985
- Acanthophis hoserae Hoser, 2014
- Acanthophis karkarensis Hoser, 2020
- 巴布亞棘蛇 Acanthophis laevis Macleay, 1877
- Acanthophis maryani Hoser, 2014
- Acanthophis moorei Hoser, 2014
- Acanthophis mumpini Hoser, 2014
- Acanthophis oxyi Hoser, 2020
- 北部棘蛇 Acanthophis praelongus Ramsay, 1877
- 沙漠棘蛇 Acanthophis pyrrhus Boulenger, 1898
- 皮爾巴拉棘蛇 Acanthophis rugosus Loveridge, 1948
- 伊里安查亞棘蛇 Acanthophis wellsi Hoser, 1998

## 備註
1. ↑  . Dahms Tierleben.   [2022-12-05] （德语）.
2. ↑  The Reptilian Magazine; Volume 3, number 4, pp. 7-21 and Volume 3, number 5, pp. 27-34.
3. ↑  Hoser, R. (1998): Death adders (genus Acanthophis): an overview, including descriptions of five new species and one subspecies. Monitor 9(2): 20-30, 33-41. available online （页面存档备份，存于）
4. ↑  Hoser, R. (2002): Death Adders (Genus Acanthophis): An Updated overview, including descriptions of 3 New Island species and 2 New Australian subspecies. Crocodilian - Journal of the Victorian Association of Amateur Herpetologists, September 2002: 5-11, 16-22, 24-30, front and back covers. available online （页面存档备份，存于）
5. 1 2  Aplin, K.P. & S.C. Donnellan (1999): An extended description of the Pilbara Death Adder, Acanthophis wellsi Hoser (Serpentes: Elapidae), with notes on the Desert Death Adder, A. pyrrhus Boulenger, and identification of a possible hybrid zone. Records of the Western Australian Museum 19: 277-298.
6. ↑  Wüster, W., B. Bush, J.S. Keogh, M. O'Shea & R. Shine (2001): Taxonomic contributions in the "amateur" literature: comments on recent descriptions of new genera and species by Raymond Hoser. Litteratura Serpentium 21: 67-79, 86-91. available online (PDF) 的存檔，存档日期2007-08-09.
7. ↑  Williams, D., W. Wüster & B. Fry (2006): The good, the bad and the ugly: Australian snake taxonomists and a history of the taxonomy of Australia's venomous snakes. Toxicon 48: 919-930. available online (PDF) 的存檔，存档日期2006-12-25.
8. 1 2  Wüster, W., A.J. Dumbrell, C. Hay, C.E. Pook, D.J. Williams & B.G. Fry (2005): Snakes across the Strait: Trans-Torresian phylogeographic relationships in three genera of Australasian snakes (Serpentes: Elapidae: Acanthophis, Oxyuranus and Pseudechis). Molecular Phylogenetics and Evolution 34(1): 1-14. available online (PDF) 的存檔，存档日期2007-02-03.
9. ↑  Maddock, Simon T., Ryan J. Ellis, Paul Doughty, Lawrence A. Smith & Wolfgang Wüster. 2015. A New Species of Death Adder (Acanthophis: Serpentes: Elapidae) from north-western Australia. Zootaxa. 4007(3): 301–326.  DOI: 10.11646/zootaxa.4007.3.1

## 外部連結
- Integrated Taxonomic Information System (ITIS) - Acanthophis （页面存档备份，存于）
- A severe case of stomatitis (canker or mouthrot) in a Death Adder (Acanthophis antarcticus) associated with a reovirus infection. Boydii (Autumn 2004):16-17. Treatment （页面存档备份，存于）
- （英文）Husbandry and breeding of Death Adders （页面存档备份，存于）
- （英文）WCH Clinical Toxinology （页面存档备份，存于）